# Formiche della Zanca
Le Formiche della Zanca sono un gruppo di isolotti minori e di scogli affioranti al largo della costa nord-occidentale dell'isola d'Elba, nel territorio comunale di Marciana, di fronte al promontorio di Punta della Zanca. Sono situate nelle acque tra il Mar Ligure sud-orientale e il Canale di Corsica.
Gli isolotti rientrano nel parco nazionale dell'Arcipelago Toscano.